# Ait Abdallah
Ait Abdallah  (in arabo أيت عبد الله‎?) è un centro abitato e comune rurale del Marocco situato nella provincia di Taroudant, regione di Souss-Massa. Conta una popolazione di 2 086 abitanti (censimento 2014) e prende il nome dall'omonimo Khams (sottotribù) degli Ait Ouriaghel.